# Kirurgi
Kirurgi (fra græsk χειρουργική cheirurgiké "arbejde med hånden") er behandling af sygdomme og skader ved  operative indgreb. Kirurgi udføres primært af læger, tandlæger og dyrlæger.

## Kirurgiske specialer
- Neurokirurgi (operation af hjerne og rygmarv)
- Plastik- og rekonstruktionskirurgi (se artikel)
- Oto-rhino-laryngologi (øre-næse-hals)
- Oftalmologi (øjenkirurgi)
- Parenchymkirurgi (mave- og tarmsystem og bugens organer)
- Ortopædkirurgi (se artikel)
- Thoraxkirurgi (lunger og hjerte)
- Gynækologi-obstetrik (kvindens indre kønsorganer samt fødselshjælp)
- Urologi (urinorganer samt mandlige kønsorganer).

Endvidere findes der speciallæger i kirurgi (uddannelsen er afskaffet i erkendelse af, at ingen læge realistisk kan kalde sig almenkirurg. Parenchymkirurgien (mave-tarm kirurgi) kaldes stadig "kirurgi", selv om betegnelsen kan give indtryk af, at der er tale om almenkirurgi. 
Der findes underspecialer som børnekirurgi, håndkirurgi, transplantationskirurgi, replantationskirurgi eller mikrokirurgi. Det er meget lange uddannelser, og der er meget få specialister i Danmark.
Ingen øjenlæger, øre-næse-halslæger, ortopædkirurger eller andre specialister mangler uddannelse i deres områdes kirurgiske behandlingsmetoder. De kaldes efter endt videreuddannelse speciallæge i x-kirurgi. Den samlede uddannelse til læge og speciallæge tager i Danmark mindst 12 år.

## Historie
Kirurgi kendes fra forhistorisk tid med benamputation for 31.000 år siden på Borneo.
Et fund fra yngre stenalder ved Paris viser armamputation.